# Краяни (гурт, Білокуракине)
Гурт «Краяни» був створений у 2005 році на базі Білокуракинського районного будинку культури ім. Т.Шевченка (Луганська область).
До складу гурту увійшли 5 учасників: Володимир Хоружий, Олексій Острогляд, Володимир Аполлонов (керівник гурту), Роман Косенко та Олексій Бакаляс. На момент створення гурту середній вік учасників становив близько 33 років. Це молоді, завзятті, енергійні, талановиті хлопці.
Репертуар гурту різножанровий: це ліричні, патріотичні, пісні воєнних років, сучасні твори та козацькі пісні. Наприклад, такі пісні: «Любимый город», «Мечты сбываются», «Граница», «Лише у нас на Україні», «За Победу», «Казаки», «Два кольори», «Сало», «Эх, казаченьки», «Ой, з нашого роду» та інші.
Крім того, кожен з учасників колективу також виконує сольні пісні, що є особливою рисою гурту «Краяни».
За невеликий проміжок свого існування гурт показав більше сотні виступів на районних, обласних та міжнародних (Росія) заходах.
Колектив «Краяни» — лауреат обласних, всеукраїнських та міжнародних фестивалів-конкурсів, має безліч нагород: дипломи, грамоти, листи-подяки.
У 2007 році на V-му Міжнародному фестивалі мистецтв «Слобожанський спас» у місті Сватове (Луганська область) чоловічий гурт «Краяни» став переможцем в номінації «Козацька слобода».
Переможець II Всеукраїнського фестивалю-конкурсу «Афганистан звучит в моей душе» в місті Миколаїв — 2008 рік.
1-2 листопада 2008 року гурт «Краяни» Білокуракинського РБК ім. Т.Шевченка брав участь у Всеукраїнському фестивалі-конкурсі мистецтв «Червона калина» в місті Тернопіль. Фестиваль-конкурс проходив в Тернопільському національному економічному університеті. З 25 колективів різних міст України — гурт «Краяни» отримав першу премію фестивалю. Місто Тернопіль гостинно приймало учасників з усієї України, а їх було близько 1000: це Івано-Франківська, Львівська, Тернопільська, Вінницька, Запорізька, Житомирська, АР Крим, Київська, Сумська області.
Перемога в цьому фестивалі надала гурту «Краяни» можливостей, перспектив в подальшому розвитку. Вони отримали багато запрошень на різноманітні фестивалі в різні куточки України. Зокрема на участь у Всеукраїнському фестивалі «Різдвяний зорепад — 2008», який відбувся 25-27 грудня 2008 року в місті Київ.
Завдяки керівнику колектива В. В. Аполлонову та професіоналу своєї справи О. Ф. Бакалясу, колектив зміг досягти досить високих результатів. Колектив «Краяни» і сьогодні підвищує свою майстерність та славить своє мальовниче селище Білокуракине Луганської області.